# والتر كيتشن
والتر كيتشن هو لاعب هوكي الجليد كندي، ولد في 18 ديسمبر 1912 في تورونتو في كندا، وتوفي في 18 يوليو 1988.

## وصلات خارجية
- والتر كيتشن على موقع EliteProspects.com (الإنجليزية)
- والتر كيتشن على موقع HockeyDB.com (الإنجليزية)
- والتر كيتشن على موقع أوليمبيديا (الإنجليزية)